# 사시우역
사시우역(일본어: 佐志生駅)은 일본 오이타현 우스키시에 있는 규슈 여객철도 닛포 본선의 역이다.

## 역 구조
섬식 승강장 1면 2선을 가지는 지상역. 무인역. 일선 스르 방식으로 공용하고 있어, 바다 쪽이 본선, 산 쪽이 대피선으로 되고 있다. 언덕에 가까운 산의 중턱으로 무리를 해서 용지를 확보하고 있는 관계로, 동일 구조를 가진 주변 역과 비교해 승강장의 폭이 비상에 좁다고 하는 특징이 있다. 근거리 표는 보도교의 앞에 있어 승차권 자동 발매기로 도입하지만, 현금 전용으로 오렌지 카드는 사용하지 않는다.

## 이용 현황
- 2009년도의 1일 평균 승차 인원은 71명이다 (전년도 비 - 12명).

| 승차 인원 추이 | 승차 인원 추이 |
| 연도           | 1일 평균 인수  |
| -------------- | -------------- |
| 2000           | 134            |
| 2001           | 117            |
| 2002           | 113            |
| 2003           | 112            |
| 2004           | 93             |
| 2005           | 80             |
| 2006           | 88             |
| 2007           | 87             |
| 2008           | 83             |
| 2009           | 71             |

## 역 주변
산의 중턱에 있는 역부터 산기슭의 항구 도시까지는 1개의 가느다란 비탈길이 연결되어 있다.
- 구로시마 섬 (해수욕장, 구로시마 성터, 미우라 안진 육상 기념비)

## 역사
- 1947년 10월 1일 : 임시 승강장으로서, 운수성 철도국 오이타 관리부가 개설.
- 1950년 1월 10일 : 여객 업무 취급 개시해 정차장화.
- 1984년 11월 1일 : 무인화.
- 1987년 4월 1일 : 일본국유철도 분할 민영화에 의해, 규슈 여객철도가 승계.

## 인접 역
| 닛포 본선          | 닛포 본선   | 닛포 본선                  |
| ------------------ | ----------- | -------------------------- |
| 고자키 고쿠라 방면 | ■ 닛포 본선 | 시타노에 가고시마추오 방면 |